# سقوط اتوبوس ۲۰۲۰ انشون
سقوط اتوبوس ۲۰۲۰ انشون (吕凡) در ۷ ژوئیه در ساعت ۱۲:۱۷ بعد از ظهر در منطقهٔ شیشو در شهر انشون که در جنوب غربی استان گوئیژو، چین رخ داد. در این حادثه اتوبوس با یک چرخش ۹۰ درجه‌ای به داخل دریاچهٔ هانگشام سقوط کرد که دست کم ۲۱ نفر جان باختند و ۱۶ نفر زخمی شدند. این سانحه موجب نگرانی عمومی شد زیرا سرنشینان اتوبوس دانش‌آموزان، شرکت در کنکور دانشگاهی بنام امتحان گائوکائو بودند.